# Вулиця В'ячеслава Чорновола (Рівне)
Вулиця В'ячеслава Чорновола — одна з вулиць міста Рівне, названа на честь Героя України, лідера Народного руху України В'ячеслава Чорновола. Простягається від вулиці Соборної до Квасилова.
Вулиця є західною околицею парку імені Тараса Шевченка. Входить до екскурсійного маршруту «Історичний центр Рівного».

## Історія
Сучасна вулиця В'ячеслава Чорновола мала різні назви, залежно від державних утворень, до складу яких входило місто:
- XIX — поч. XX ст. — Тополева
- 1920–1930-ті рр. — Юзефа Пілсудського
- 1939 — 17 Вересня
- 1941 — Тополева
- 1942 — Постштрасе (Поштова)
- 1944 — 17 Вересня
- 1992 — Тополева
- з 2000 р. — В'ячеслава Чорновола

Назва вулиці 17 Вересня була отримана на честь приєднання Західної України до УРСР, що фактично було вторгненням СРСР до Польщі.
Вулиця 17 вересня була бульваром. Обабіч проїжджої частини росли тополі. Вулицю назвали Тополевою вже тоді, коли більшість тополь була вирубана. Вулиця перейменована на честь В'ячеслава Чорновола 17 березня 2000 рішенням міської ради за № 260. Спершу на честь Чорновола мав бути перейменований проспект Миру, однак під тиском громадськості було обрано вулицю Тополеву.

## Пам'ятки
- Барельєф В'ячеславу Чорноволу— вул. Чорновола, 1.
- Пам'ятний знак, присвячений 60-річчю депортації українців Холмщини, Підляшшя, Надсяння, Лемківщини зі своїх етнічних земель — перехрестя вулиць Чорновола та Драгоманова.
- Меморіальна дошка на честь українського поета, вченого, політичного діяча Олега Ольжича-Кандиби — вул. Чорновола, 28

Меморіальну дошку відкрито у червні 1994 року, на ній поруч з барельєфом викарбувано слова: «На цій вулиці у 1941—1943 рр. у конспіративних помешканнях зупинявся видатний український поет, політичний діяч і вчений Олег Ольжич (1907—1944)». Автор дошки — скульптор В. Пєтухов.
Архітектор В. Ситников, скульптор М. Йорш. Відкрито у листопаді 1977 року. Реконструйовано у 1984 році.
- Пам'ятний знак загиблим землякам — пам'ятка історії місцевого значення за адресою вул. Чорновола, 110а.

## Установи
- Міська дитяча лікарня (буд. №72)
- Центр ведичної культури ISKCON (буд. № 89)